# Tihooceanski lok
Tihooceanski lok je družbeno-geografska regija, ki vključuje industrijska območja oziroma države na obeh straneh Tihega oceana. Tako vanj spadajo zahodne ZDA, Kanada in Čile (vzhodni del loka) ter Avstralija, Nova Zelandija, Japonska, Kitajska in »Mali azijski tigri« (zahodni del loka).
Te države se kljub velikim razdaljam, ki jih ločujejo, vedno bolj povezujejo in prevzemajo vodilno vlogo v svetovnem gospodarstvu.

## Pacifiške države v Tihooceanski lok
Spodaj je seznam držav, ki se nahajajo ob Tihega oceana:
| - Vzhodna Azija - Rusija - Japonska - Severna Koreja - Južna Koreja - Ljudska republika Kitajska - Hongkong - Makav - Tajvan - Jugovzhodna Azija - Vietnam - Kambodža - Tajska - Malezija - Singapur - Brunej - Indonezija - Filipini - Vzhodni Timor | - Oceanija (Suverene države) - Avstralija - Palav - Mikronezija - Papua Nova Gvineja - Salomonovi otoki - Nauru - Marshallovi otoki - Vanuatu - Nova Zelandija - Tuvalu - Fidži - Kiribati - Tonga - Samoa - Niue - Cookovo otočje | - Oceanija (Odvisno ozemlje) - Države in ozemlja Avstralije - Otok Norfolk - Kraljestvo Nova Zelandija - Tokelav - Čezmorska Francija - Nova Kaledonija - Wallis in Futuna - Francoska Polinezija - Britanska čezmorska ozemlja - Pitcairn - Otoško območje Združenih držav Amerike - Severni Marianski otoki - Gvam - Ameriška Samoa - ZDA - Havaji - Čile - Velikonočni otok | - Severna Amerika - Kanada - ZDA - Mehika - Srednja Amerika - Gvatemala - Salvador - Honduras - Nikaragva - Kostarika - Panama - Južna Amerika - Kolumbija - Ekvador - Peru - Čile |

## Trgovina
V Tihem morju živi 29 od 50 najbolj obremenjenih kontejnerskih pristanišč na svetu:
| - Južna Koreja - Pusan (5.) - Japonska - Jokohama (36.) - Tokio (25.) - Nagoja (47.) - Kobe (49.) - Tajvan - Kaohsiung (12.) - Hongkong - Hongkong (3.) | - Ljudska republika Kitajska - Šanghaj (1.) - Shenzhen (4.) - Ningbo (6.) - Guangzhou (7.) - Qingdao (8.) - Tianjin (10.) - Xiamen (19.) - Dalian (21.) - Lianyungang (30.) - Yingkou (34.) | - Filipini - Manila (37.) - Vietnam - Saigon (28.) - Tajska - Laem Chabang (22.) - Malezija - Port Klang (13.) - Tanjung Pelepas (16.) - Singapur - Singapur (2.) | - Indonezija - Džakarta (24.) - Surabaya (38.) - Kanada - Vancouver (50.) - ZDA - Los Angeles (17.) - Long Beach (18.) - Seattle/Tacoma (48.) - Panama - Balboa (43.) |